# Európai Egyetemi Jégkorong Liga
Az Európai Egyetemi Jégkorong Liga (angolul: European University Hockey League, röviden EUHL, szlovákul: Európska univerzitná hokejová liga, lengyelül: Europejska uniwersytecka liga hokeja) egy nemzetközi egyetemi jégkorongbajnokság. A bajnokságot 2013 óta rendezi meg a trencséni székhelyű Európai Egyetemi Jégkorong Szövetség (European University Hockey Association). A liga székhelye a szlovákiai Trencsénben található. A 2023–24-es szezonban 8 csapat szerepelt a bajnokságban, 5 csapat Szlovákiából és 1-1 csapat Magyarországról és Lengyelországból. A rájátszásba jutott csapatok a Sekeráš-trófeáért mérkőznek meg.

## Története
A bajnokságot 2013-ban alapították 4 szlovák és 2 cseh csapat részvételével.
A 2013–14-es szezonban 6 csapat vett részt, a szlovák Paneuropa Kings, VŠEMvs Managers és STU Engineers Pozsonyból, CityU Gladiators Trencsénből, illetve a cseh UK Praha Prágából és UTB Zlín Zlínből. Csapatonként 10 mérkőzést játszottak az alapszakasz során, aminek végén a tabella első négy helyén végző csapat jutott be a rájátszásba, ahol a csapatok két nyert mérkőzésig játsszák a fordulókat. Az alapszakasz győztese az UK Praha volt, majd a döntőben a Paneuropa Kings csapatát 2-0-ás összesítésben legyőzve megnyerte a bajnokság első szezonját.
2014. január 5-én barátságos mérkőzést rendeztek az EUHL all-star csapata és az American Collegiate Hockey Association 2-es divíziójának all-star csapata között a pozsonyi Ondrej Nepela Jégcsarnokban. A mérkőzést az EUHL csapata nyerte 3-2-re.
A 2014–15-es szezonra a csapatok száma 9-re nőtt. A VŠEMvs Managers visszalépett a bajnokságtól, újonnan csatlakozott a besztercebányai UMB Hockey Team, a pozsonyi Diplomats Pressburg, a plzeňi Academics Pilsen és a grazi UHT Dukes Graz. A csapatok 16 mérkőzést játszottak az alapszakaszban. A rájátszás menete megváltozott, az alapszakasz első 6 helyezettje jutott a rájátszásba, az első két helyen végző csapat az elődöntőbe jutott, míg a 3-6. helyezett csapatok a negyeddöntőbe. Az alapszakasz győztese az UK Praha volt, majd a döntőben az UMB Hockey Team csapatát 2-0-ás összesítésben legyőzve lett bajnok.
A 2015–16-es szezonra a csapatok száma 10-re nőtt, az UTB Zlín csapat visszalépett a bajnokságtól, a prágai Engineers Prague és a nowy targi PPWSZ Podhale Nowy Targ csatlakozott a ligához. A csapatok 18 mérkőzést játszottak az alapszakaszban. Az alapszakasz győztese az UK Praha volt, majd a döntőben a Paneuropa Kings csapatát 2-1-es összesítésben legyőzve lett bajnok.
A 2016–17-es szezonra a csapatok száma 9-re csökkent, a Krynica-Zdrój-i Academy 1928 KTH Krynica-Zdrój és az eperjesi UNIPO Warriors csatlakozott a bajnoksághoz, a HK Slavia STU Bratislava, a PPWSZ Podhale Nowy Targ és az UHT Dukes Graz visszalépett a ligából. A csapatok 16 mérkőzést játszottak az alapszakaszban. A rájátszás menete megváltozott, az alapszakasz első 8  helyezettje került be a rájátszás negyeddöntőjébe, ahol 2 nyert mérkőzésig játszottak a csapatok, majd a döntőben 3 nyert mérkőzésig. Az alapszakasz győztese az UK Praha volt, majd a döntőben az UMB Hockey Team csapatát 3-1-es összesítésben legyőzve lett bajnok.
A 2017–18-es szezonra a csapatok száma 13-ra nőtt, a brnói HC Masaryk és Cavaliers Brno, a budapest Hokiklub Budapest és az olomouci University Shields Olomouc csatlakozott a bajnoksághoz. A csapatok 12 mérkőzést játszottak az alapszakaszban. Az alapszakasz első 6 helyezettje a negyeddöntőbe jutott, a 7-13. helyezett csapatok osztályozókat játszottak, mindegyik csapat 18 mérkőzést, amiknek végén a két legtöbb pontot szerző csapat jutott be a negyeddöntőkbe. Az alapszakasz győztese az UK Praha volt, majd a döntőben az UMB Hockey Team csapata nyert a Diplomats Pressburg csapatát 3-1-es összesítésben legyőzve.
A 2018–19-es szezonra a csapatok száma 17-re nőtt, a csapatok két divízióba lettek osztva, a keleti és az északi divízióba. A keleti divízióban lévő csapatok lettek beosztva az előző szezon résztvevői, az ostravai BO Ostrava és a České Budějovice-i VŠTE BLACK DOGS BUDWEIS csatlakozott a bajnoksághoz, az Academy 1928 KTH Krynica-Zdrój, az UNIPRO Warriors és a Paneuropean Kings visszalépett a ligából. Az újonnan létrejött északi divízióhoz 5 svéd egyetemi csapat csatlakozott, a lundi LTH Lund, a jönköpingi Jönköping University, a göteborgi Chalmers Rangers, a växjői EHVS Växjö és a stockholmi KTH – The Royal Blue. Az északi divízióba még Lettországból az LSHA csapatát és Észtországból az UHLE csapatát várták volna, azonban végül nem csatlakoztak a bajnoksághoz. Az alapszakasz során a keleti divízióban 16 mérkőzést játszottak a csapatok, az északi divízió mérkőzéseit azonban nem sikerült sikerese lejátszani, az EHVS Växjö és a KTH – The Royal Blue csapata nem játszott egy mérkőzést sem. A rájátszásba az alapszakaszban az első 8 helyen végző csapat jutott be. Az alapszakasz győztese a Gladiators Trenčín volt, majd a döntőben az UMB Hockey Team csapata nyert a Gladiators Trenčín csapatát 3-2-es összesítésben legyőzve.
A 2019–20-es szezonra a csapatok száma 7-re csökkent, az északi divízió megszűnt, így csak egy divízióban játszottak a csapatok. A nyitrai Philosophers Nitra és a csíkszeredai Sapientia U23 csapata csatlakozott a bajnoksághoz, illetve az UTB Zlín csapata visszatért, az Academics Pilsen, a BO Ostrava, a VŠTE BLACK DOGS BUDWEIS, a Cavaliers Brno, a Diplomats Pressburg, az Engineers Prague, a HC Masaryk University és a University Shields Olomouc csapata lépett vissza a ligából. Az alapszakasz során 12 mérkőzést játszottak a csapatok. A rájátszásba az alapszakasz során a 6 legtöbb pontot szerző csapat jutott be, az első két helyen végző csapat az elődöntőbe jutott, a 3-6. helyen végzett csapatok a negyeddöntőben mérkőztek meg. Az alapszakasz győztese a Gladiators Trenčín UMB Hockey Team volt. A rájátszás negyeddöntői lejátszása után a Covid19-pandémia miatt 2020. március 9-én először ideiglenesen, majd véglegesen félbeszakította a liga vezetése a rájátszássorozatot. Bajnokot nem hirdettek a szezonra. 2020. február 7. és 9. között megrendezésre került az első Sekler Cup, aminek keretében az újonnan csatlakozott Sapienta U23 otthonában, a Felcsíki Műjégpályán mérkőztek meg a bajnokság csapatai.
A 2020–21-es szezon kezdetét 2020 októberére tervezték, a Sapientia U23, az UMB Hockey Team, az UTB Zlín, a Gladiators Trenčín, a Philosophers Nitra és az UK Praha csapata megerősítette a részvételi szándékát a szezonra, illetve várhatóan más egyetemi csapatok csatlakoztak volna Lengyelországból, Ausztriából és Szlovákiából. A szezon kezdetét az év 45. hetére halasztották, majd bizonytalan ideig elhalaszották. A szezon végül nem lett megrendezve. Az elmaradt szezon ellenére megrendezésre került a második Sekler Cup Csíkkarcfalván 2021. április 30. és május 2. között.
A 2021–22-es szezonra a csapatok száma 8-ra nőtt, a zsolnai HC UNIZA, az opolei Opole HK és az oświęcimi UHT Sabers Oświęcim csapata csatlakozott a bajnoksághoz, a Hokiklub Budapest és az UTB Zlín csapata lépett vissza a ligából. A Opole HK csapata az alapszakasz során lépett vissza, ezért minden lejátszott mérkőzésének az eredményét törölték, így a bajnokságban maradt 7 csapat az alapszakasz során 12 mérkőzést játszott le. A rájátszásba az alapszakasz során a 6 legtöbb pontot szerző csapat jutott be, az első két helyen végző csapat az elődöntőbe jutott, a 3-6. helyen végzett csapatok a negyeddöntőben mérkőztek meg. Az alapszakasz győztese a Gladiators Trenčín volt, majd a döntőben az UK Praha csapatát 3-0-ás összesítésben legyőzve nyert.
A 2022–23-es szezonban 8 csapat vett részt, az előző szezonban visszalépő Opole HK helyett a kassai University Spartacus csatlakozott a bajnoksághoz. Az alapszakasz során 14 mérkőzést játszottak a csapatok. Az alapszakasz győztese az UMB Hockey Team volt, a döntőben a Gladiators Trenčín nyert az UMB Hockey Team csapatát 3-1-es összesítésben legyőzve.
A 2023–24-es szezonban 8 csapat vett részt, az UK Prague visszalépett a bajnokságtól, a győri UNI Győr ETO HC csatlakozott a ligához. Az alapszakasz győztese a Gladiators Trenčín volt, a döntőben az UMB Hockey Team nyert a Gladiators Trenčíncsapatát 3-1-es összesítésben legyőzve.
A 2024–25-ös szezonra a Sapientia U23 csapata visszalépett a ligától, így a bajnokságban játszó csapatok száma 7-re csökkent. Az alapszakasz során az UMB Hockey Team végzett első helyen, majd a rájátszás döntőjében a Uni Győr ETO HC csapatát győzte le 3:2-es összesítésben.

## Lebonyolítás
Az Európai Egyetemi Jégkorong Liga szezonja két szakaszból áll, az alapszakaszból és a rájátszásból.

### Alapszakasz
Az alapszakaszban 8 csapat vesz részt, egy csapat 14 mérkőzést játszik, mindegyik csapattal 1-1 meccset otthon és idegenben.

### Rájátszás
A rájátszásba az alapszakasz során a 6 legtöbb pontot szerző csapat jut. A tabella első két helyén végző csapat egyből az elődöntőbe jut, és a negyeddöntő győzteseivel mérkőznek meg. A negyeddöntők két nyert meccsig mennek, az elődöntők és döntő három nyert meccsig. A  rájátszás döntőjének győztese a Sekeráš-trófeát nyeri el.

## Résztvevők

### Jelenlegi csapatok
A 2024–25-ös szezonban szereplő csapatok:
| Csapat | Ország        | Város          | Egyetem                                                                                                  | Jégcsarnok               | Férőhely |
| --- | ------------- | -------------- | --- | ------------------------ | -------- |
| Gladiators Trenčín | Szlovákia     | Trencsén       | Trencséni Alexander Dubček Egyetem                                                                       | Pavol Demitra Jégcsarnok | 6 150    |
| HC UNIZA | Szlovákia     | Zsolna         | Zsolnai Egyetem                                                                                          | Niké Aréna               | 6 200    |
| Philosophers Nitra | Szlovákia     | Nyitra         | Konstantin Filozófus Egyetem                                                                             | Tipsport Aréna           | 3 600    |
| UHT Sabers Oświęcim | Lengyelország | Oświęcim       | Witold Pilecki Lovaskapitány Kis-lengyelországi Állami Egyetem                                           | Lodowisko MOSiR          | 2 686    |
| UMB Hockey Team | Szlovákia     | Besztercebánya | Bél Mátyás Egyetem                                                                                       | Tipsport Aréna           | 3 016    |
| UNI Győr ETO HC | Magyarország  | Győr           | Széchenyi István Egyetem                                                                                 | Nemak Jégcsarnok         | 1100     |
| University Spartacus | Szlovákia     | Kassa          | Kassai Műszaki Egyetem Pavol Jozef Šafárik Egyetem Kassai Állatorvostudományi és Gyógyszerészeti Egyetem | Crow Aréna               | 1100     |
| Rózsahegyi csapat | Szlovákia     | Rózsahegy      | Rózsahegyi Katolikus Egyetem                                                                             | Stan Mikita Jégcsarnok   | 3 200    |
| Gladiators Trenčín HC UNIZA Philosophers Nitra Rózsahegyi csapat UHT Sabers Oświęcim UMB Hockey Team UNI Győr ETO HC University Spartacus A 2024–25-ös szezon résztvevői |               |                | |                          |          |

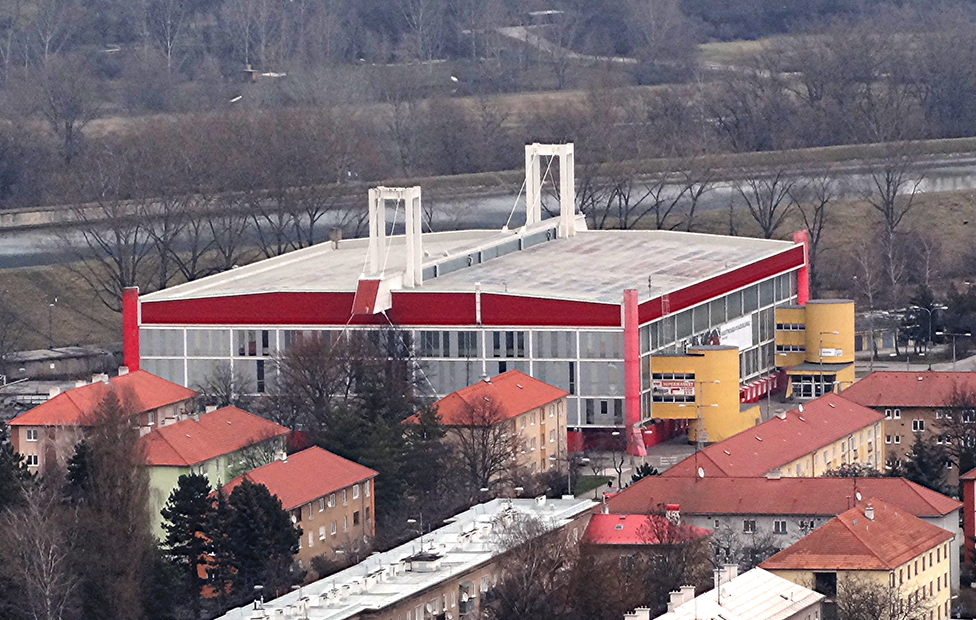
A trencséni Pavol Demitra Jégcsarnok
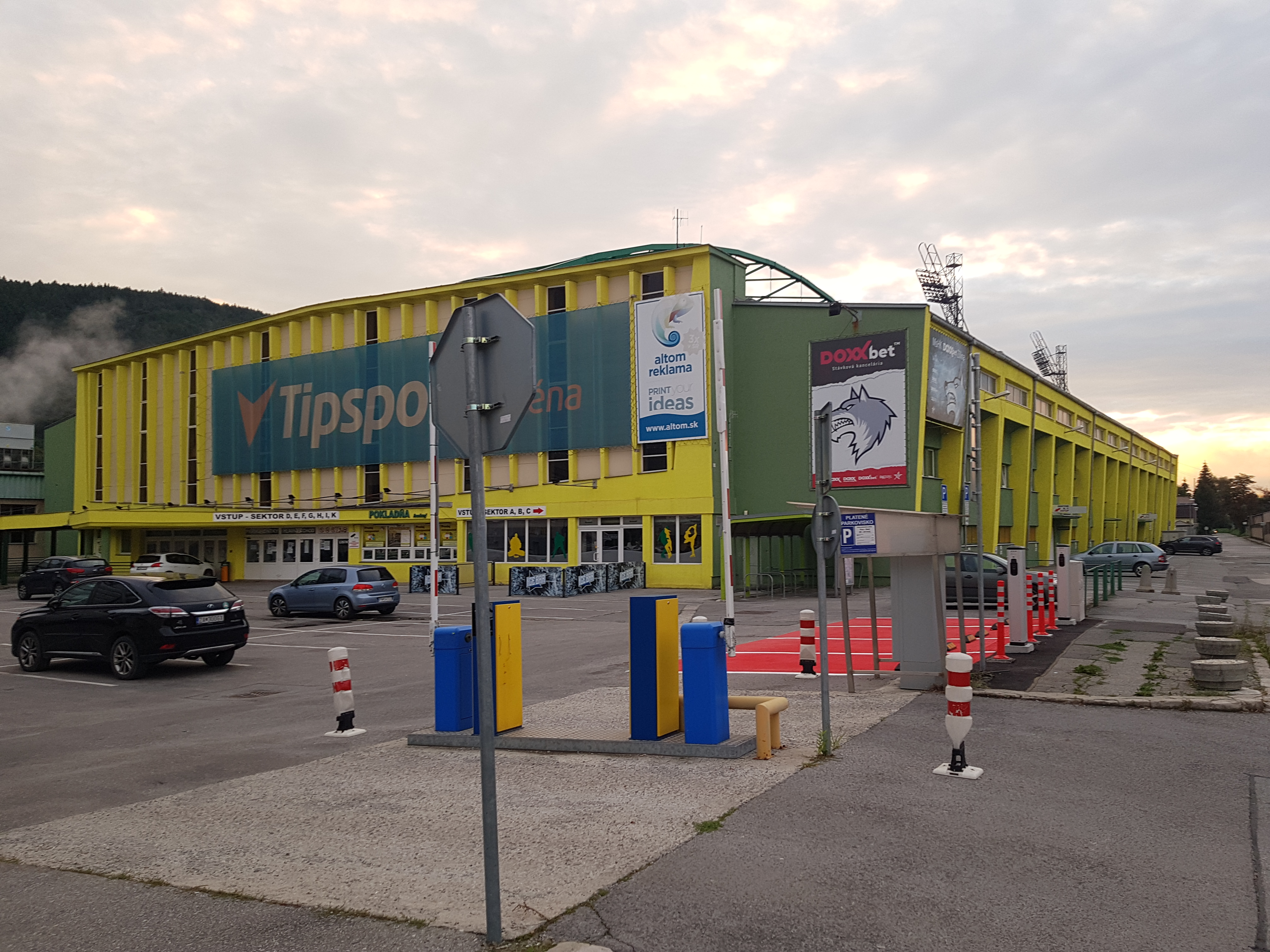
A zsolnai Niké Aréna
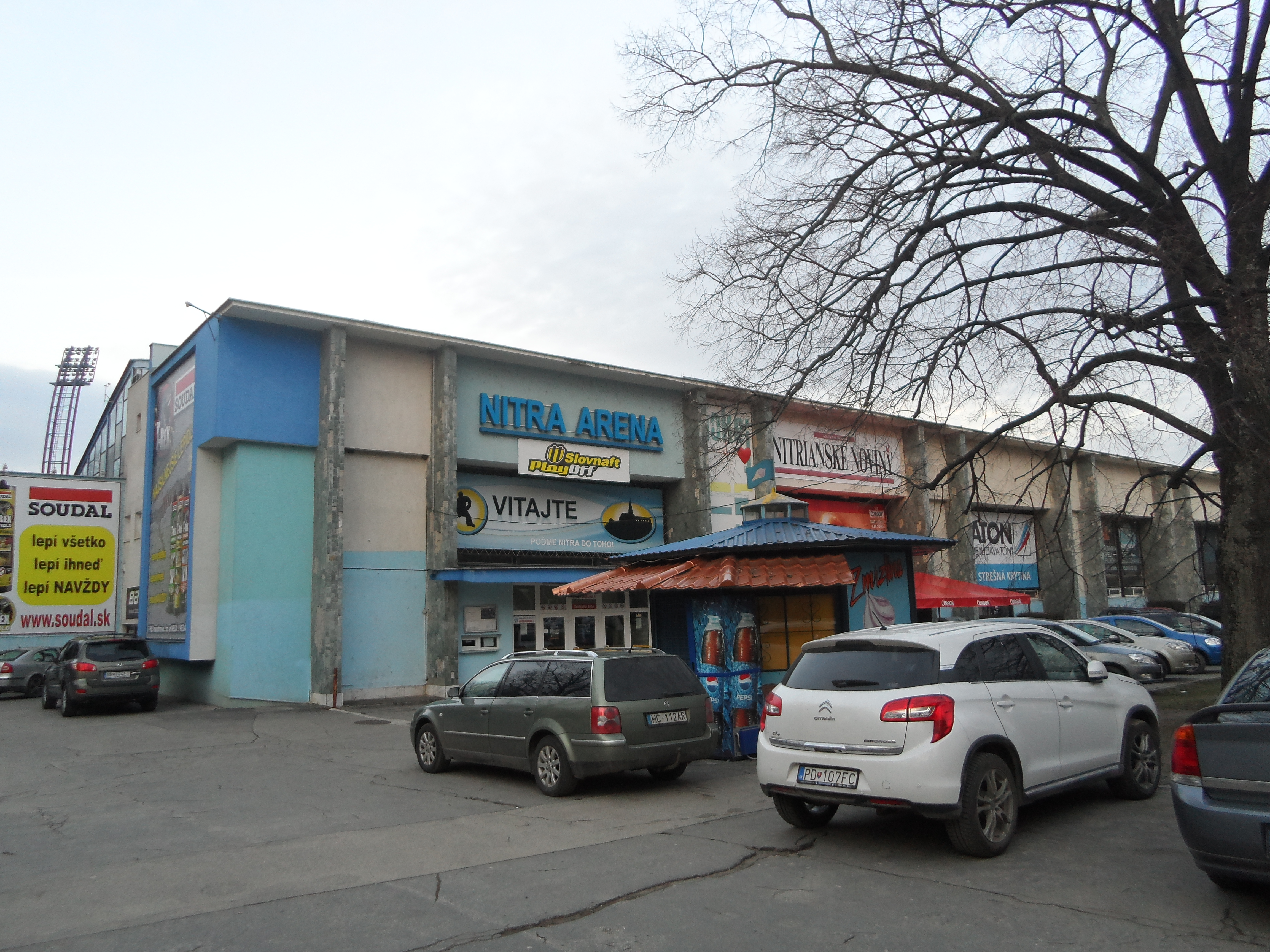
A nyitrai Tipsport Aréna
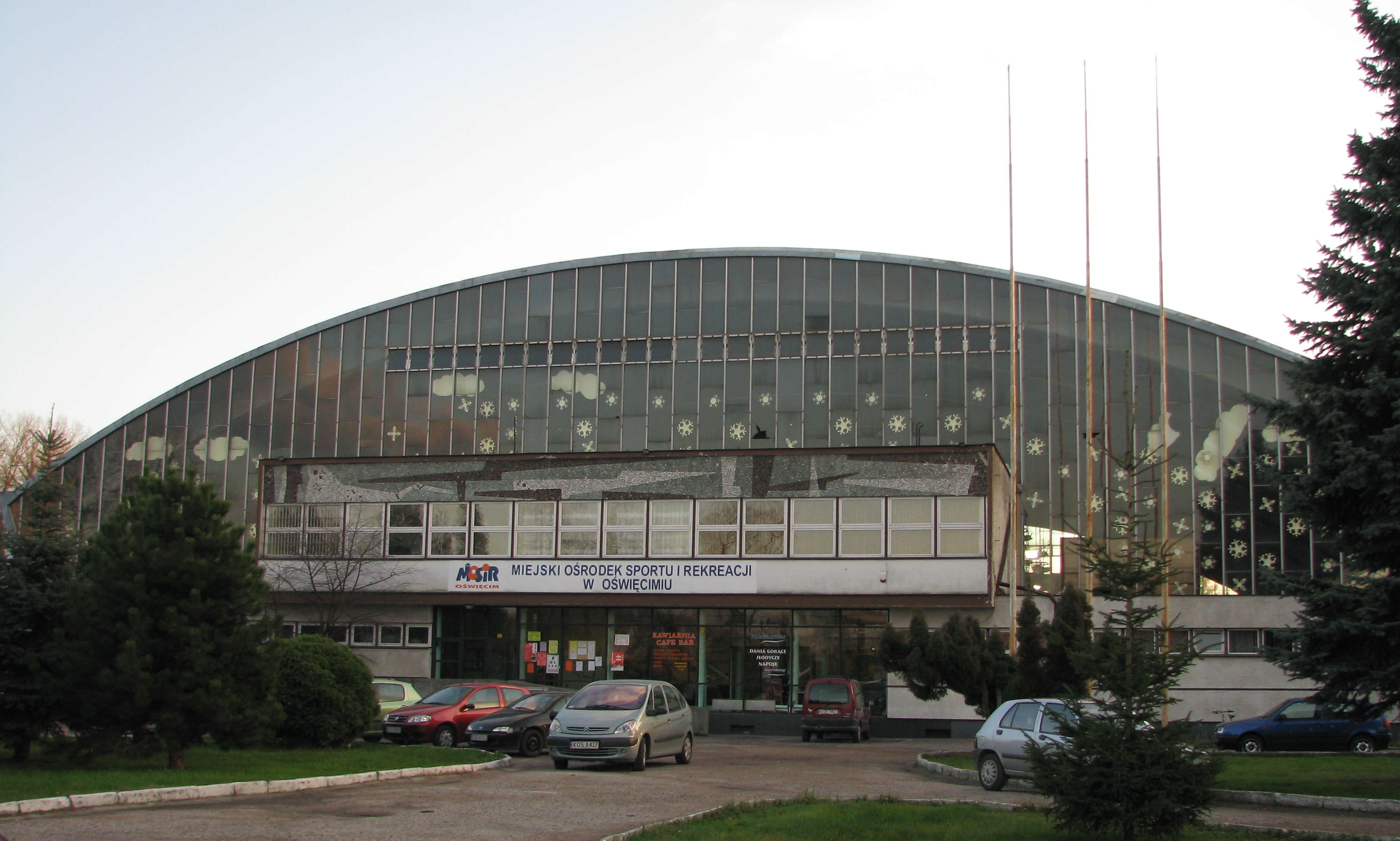
Az oświęcimi jégcsarnok
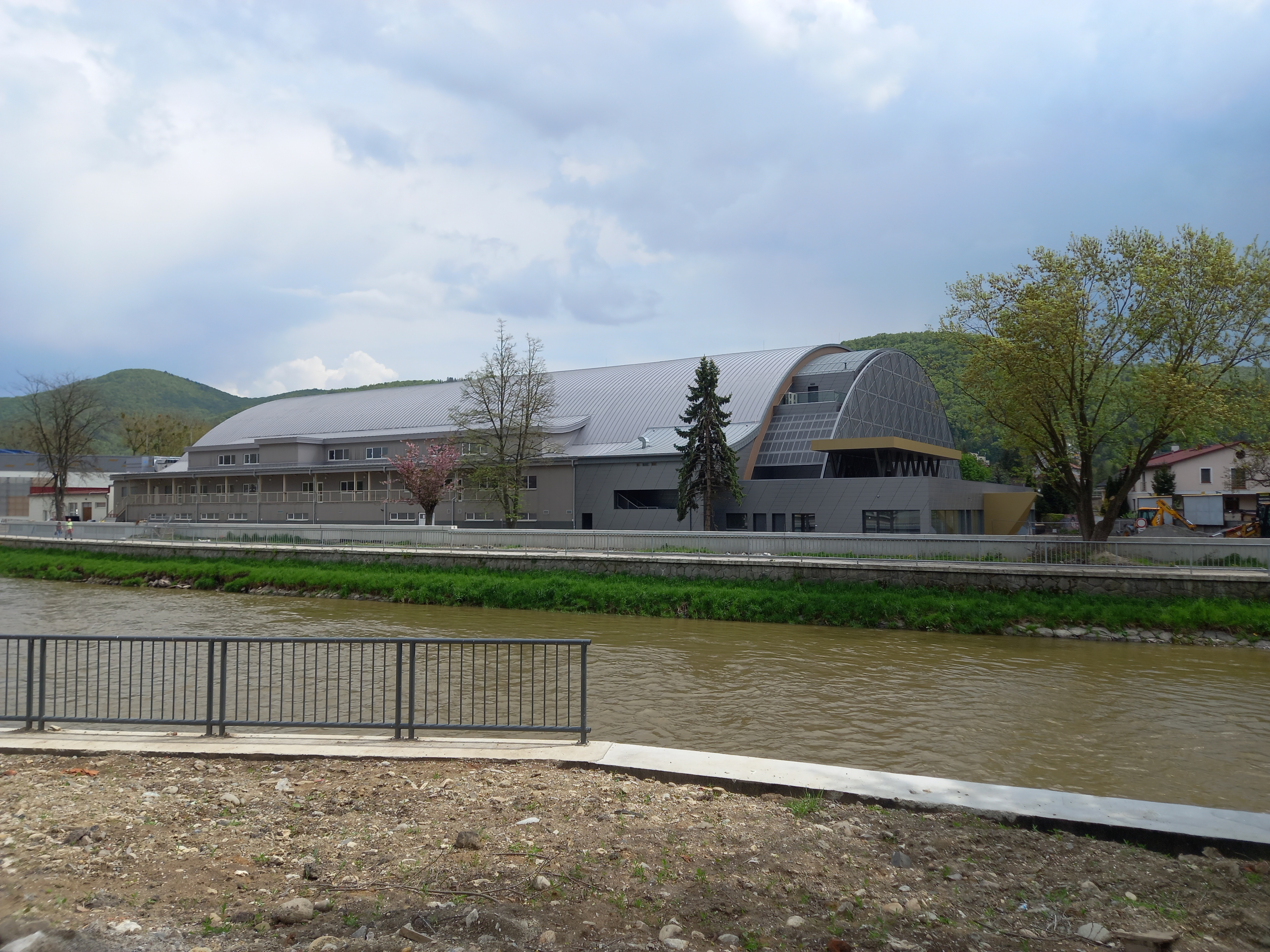
A besztercebányai Tipsport Aréna
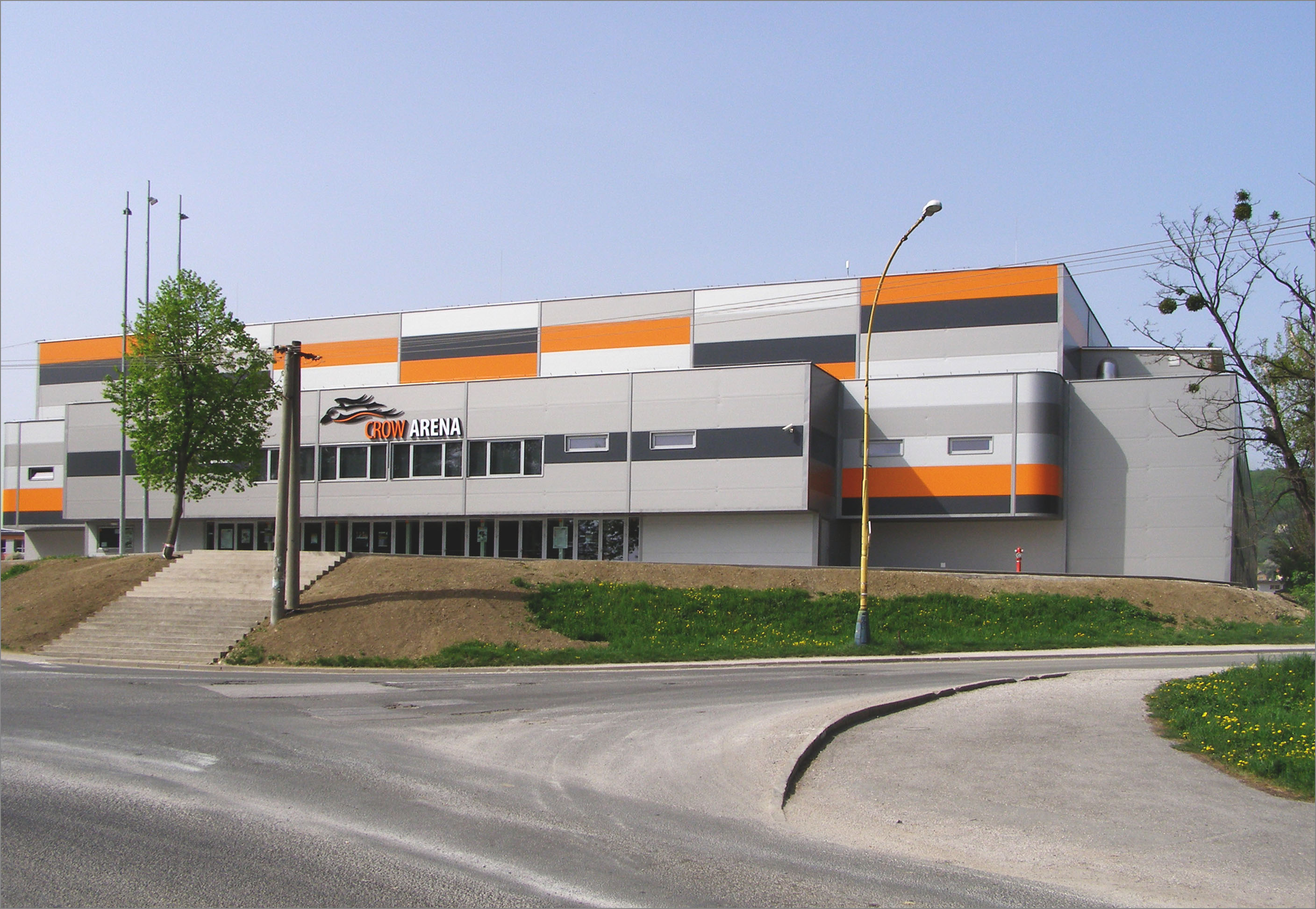
A kassai Crow Arena
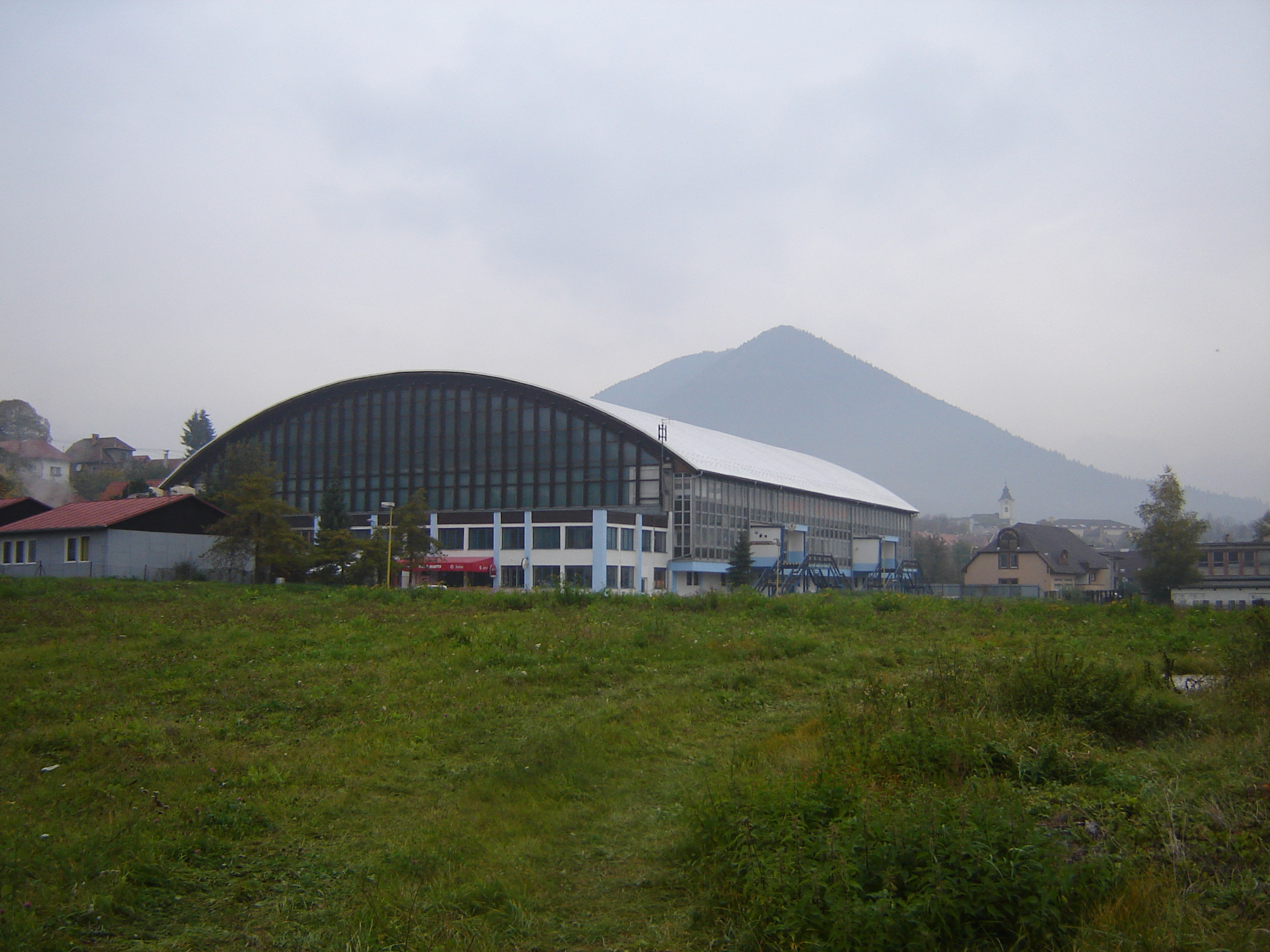
A rózsahegyi Stan Mikita Jégcsarnok

### Korábbi csapatok
| Csapat                         | Ország        | Város            | Egyetem                                                              | Jégcsarnok                   | Férőhely |
| ------------------------------ | ------------- | ---------------- | -------------------------------------------------------------------- | ---------------------------- | -------- |
| Hokiklub Budapest              | Magyarország  | Budapest         | Széchenyi István Egyetem                                             |                              |          |
| UHT Sabers Oświęcim            | Lengyelország | Oświęcim         | Witold Pilecki Lovaskapitány Kis-lengyelországi Állami Egyetem       | Oświęcimi jégcsarnok         |          |
| PPWSZ Podhale Nowy Targ        | Lengyelország | Nowy Targ        |                                                                      |                              |          |
| Academy 1928 KTH Krynica-Zdrój | Lengyelország | Krynica-Zdrój    |                                                                      |                              |          |
| UK Praha                       | Csehország    | Prága            | Károly Egyetem                                                       | Zimní stadion Slaný          | 3 200    |
| Paneuropa Kings                | Szlovákia     | Pozsony          | Páneurópai Főiskola                                                  | Vladimír Dzurilla Jégcsarnok | 3 500    |
| UTB Zlín                       | Csehország    | Zlín             | Zlíni Tomáš Baťa Egyetem                                             |                              |          |
| VŠEMvs Managers                | Szlovákia     | Pozsony          | Pozsonyi Közigazgatási, Közgazdaságtudományi és Menedzsment Főiskola | Vladimír Dzurilla Jégcsarnok | 3 500    |
| STU Engineers                  | Szlovákia     | Pozsony          | Szlovák Műszaki Egyetem                                              | Vladimír Dzurilla Jégcsarnok | 3 500    |
| Academics Pilsen               | Csehország    | Plzeň            | Nyugat-Bohémiai Egyetem                                              |                              |          |
| Diplomats Pressburg            | Szlovákia     | Pozsony          |                                                                      | Ondrej Nepela Jégcsarnok     | 10 055   |
| UHT Dukes Graz                 | Ausztria      | Graz             | Grazi Egyetem                                                        | Eisstadion Liebenau          | 4 050    |
| Engineers Prague               | Csehország    | Prága            | Cseh Műszaki Egyetem                                                 |                              |          |
| UNIPO Warriors                 | Szlovákia     | Eperjes          | Eperjesi Egyetem                                                     |                              |          |
| HC Masaryk University          | Csehország    | Brno             | Masaryk Egyetem                                                      |                              |          |
| BO Ostrava                     | Csehország    | Ostrava          | Ostravai Egyetem Ostravai Műszaki Egyetem                            |                              |          |
| University Shields Olomouc     | Csehország    | Olomouc          | Palacký Egyetem                                                      |                              |          |
| VŠTE BLACK DOGS BUDWEIS        | Csehország    | České Budějovice |                                                                      |                              |          |
| Cavaliers Brno                 | Csehország    | Brno             |                                                                      |                              |          |
| Opole HK                       | Lengyelország | Opole            | Opolei Műszaki Egyetem                                               |                              |          |
| LTH Lund                       | Svédország    | Lund             | Lundi Egyetem                                                        |                              |          |
| Jönköping University           | Svédország    | Jönköping        | Jönköpingi Egyetem                                                   |                              |          |
| EHVS Växjö                     | Svédország    | Växjö            | Linnaeus Egyetem                                                     |                              |          |
| KTH – The Royal Blue           | Svédország    | Stockholm        | KTH Királyi Műszaki Egyetem                                          |                              |          |
| Chalmers Rangers               | Svédország    | Göteborg         | Chalmers Műszaki Egyetem                                             |                              |          |
| Sapientia U23                  | Románia       | Csíkszereda      | Sapientia Erdélyi Magyar Tudományegyetem                             | Felcsíki Műjégpálya          |          |

## Bajnokok
| Szezon  | Bajnok                                                   | Döntő eredménye                                          | Döntős                                                   | Alapszakasz győztes                   |
| ------- | -------------------------------------------------------- | -------------------------------------------------------- | -------------------------------------------------------- | ------------------------------------- |
| 2013–14 | UK Praha                                                 | 2-0                                                      | Paneuropa Kings                                          | UK Praha (18 pont)                    |
| 2014–15 | UK Praha                                                 | 2-0                                                      | UMB Hockey Team                                          | UK Praha (25 pont)                    |
| 2015–16 | UK Praha                                                 | 2-1                                                      | Paneuropa Kings                                          | UK Praha (44 pont)                    |
| 2016–17 | UK Praha                                                 | 3-1                                                      | UMB Hockey Team                                          | UK Praha (36 pont)                    |
| 2017–18 | UMB Hockey Team                                          | 3-1                                                      | Diplomats Pressburg                                      | UK Praha (31 pont)                    |
| 2018–19 | UMB Hockey Team                                          | 3-2                                                      | Gladiators Trenčín                                       | Gladiators Trenčín (39 pont)          |
| 2019–20 | A Covid-19-járvány miatt félbe lett szakítva a rájátszás | A Covid-19-járvány miatt félbe lett szakítva a rájátszás | A Covid-19-járvány miatt félbe lett szakítva a rájátszás | UMB Hockey Team (33 pont)             |
| 2020–21 | A Covid-19-járvány a szezont törölték                    | A Covid-19-járvány a szezont törölték                    | A Covid-19-járvány a szezont törölték                    | A Covid-19-járvány a szezont törölték |
| 2021–22 | Gladiators Trenčín                                       | 3-0                                                      | UK Praha                                                 | Gladiators Trenčín (28 pont)          |
| 2022–23 | Gladiators Trenčín                                       | 3-1                                                      | UMB Hockey Team                                          | UMB Hockey Team (39 pont)             |
| 2023–24 | UMB Hockey Team                                          | 3-1                                                      | Gladiators Trenčín                                       | Gladiators Trenčín (35 pont)          |
| 2024–25 | UMB Hockey Team                                          | 3-2                                                      | UNI Győr ETO HC                                          | UMB Hockey Team (33 pont)             |

## EUHL Sekler Cup
| Esemény             | Helyszín           | Stadion             | Dátum             | Időpont | Csapat 1           | Csapat 2           |
| ------------------- | ------------------ | ------------------- | ----------------- | ------- | ------------------ | ------------------ |
| EUHL Sekler Cup     | Románia, Karcfalva | Felcsíki Műjégpálya | 2020. február 7.  | 15:00   | Philosophers Nitra | Gladiators Trenčín |
| EUHL Sekler Cup     | Románia, Karcfalva | Felcsíki Műjégpálya | 2020. február 7.  | 18:30   | Sapientia U23      | UK Praha           |
| EUHL Sekler Cup     | Románia, Karcfalva | Felcsíki Műjégpálya | 2020. február 8.  | 15:00   | Gladiators Trenčín | UK Praha           |
| EUHL Sekler Cup     | Románia, Karcfalva | Felcsíki Műjégpálya | 2020. február 8.  | 18:30   | Sapientia U23      | Philosophers Nitra |
| EUHL Sekler Cup     | Románia, Karcfalva | Felcsíki Műjégpálya | 2020. február 9.  | 13:00   | UK Praha           | Philosophers Nitra |
| EUHL Sekler Cup     | Románia, Karcfalva | Felcsíki Műjégpálya | 2020. február 9.  | 16:00   | Sapientia U23      | Gladiators Trenčín |
| II. EUHL Sekler Cup | Románia, Karcfalva | Felcsíki Műjégpálya | 2021. április 30. | 15:00   | HC UNIZA           | UK Praha           |
| II. EUHL Sekler Cup | Románia, Karcfalva | Felcsíki Műjégpálya | 2021. április 30. | 18:30   | Sapientia U23      | EUHL Select        |
| II. EUHL Sekler Cup | Románia, Karcfalva | Felcsíki Műjégpálya | 2021. május 1.    | 15:00   | UK Praha           | EUHL Select        |
| II. EUHL Sekler Cup | Románia, Karcfalva | Felcsíki Műjégpálya | 2021. május 1.    | 18:30   | Sapientia U23      | HC UNIZA           |
| II. EUHL Sekler Cup | Románia, Karcfalva | Felcsíki Műjégpálya | 2021. május 2.    | 13:00   | HC UNIZA           | EUHL Select        |
| II. EUHL Sekler Cup | Románia, Karcfalva | Felcsíki Műjégpálya | 2021. május 2.    | 16:00   | Sapientia U23      | UK Praha           |